# Bombningen av Coventry

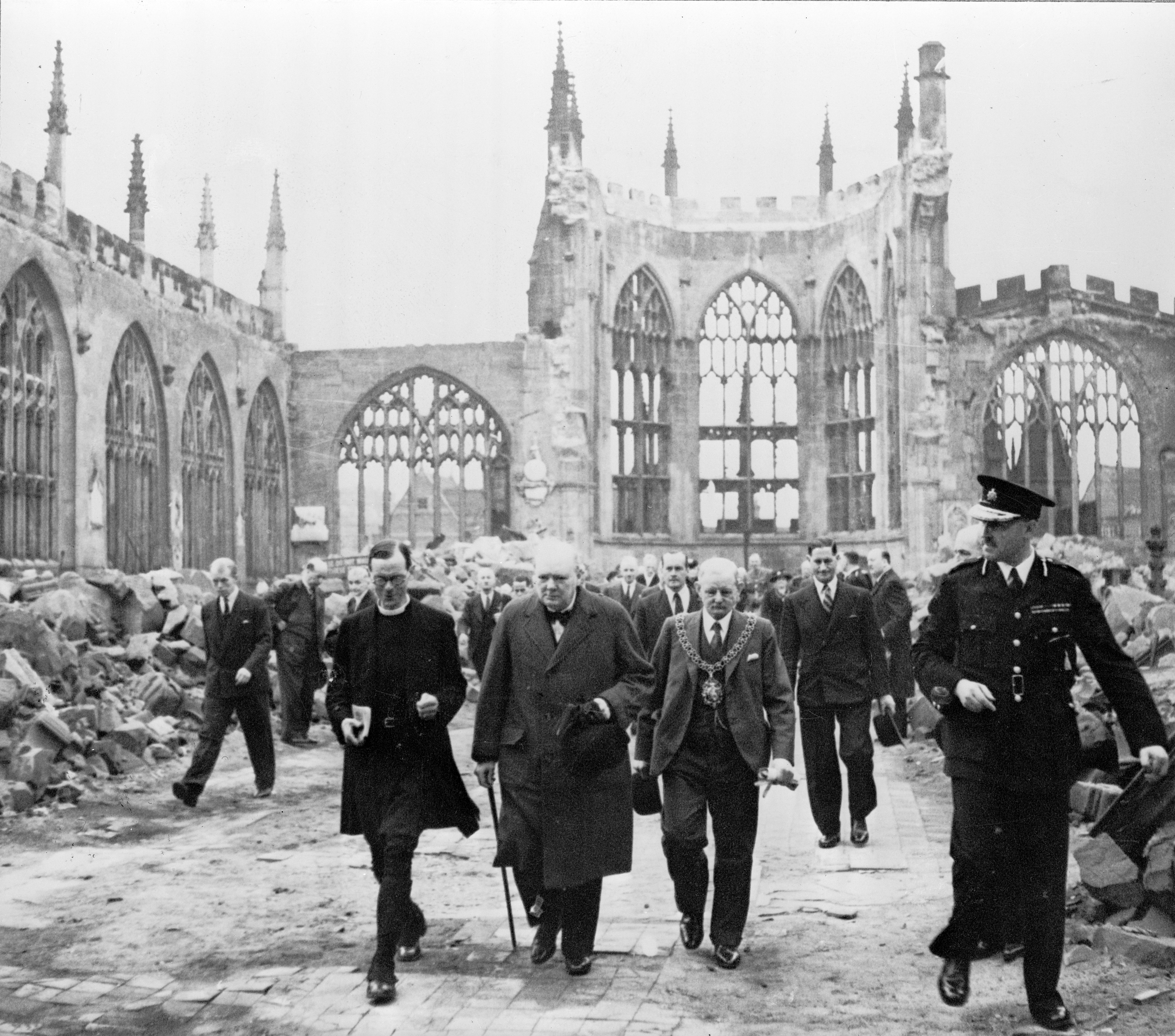
Winston Churchill besöker Coventry efter räden.

Bombningen av Coventry var en serie bombräder av det tyska Luftwaffe mot den engelska staden Coventry under blitzen i början av andra världskriget. Den mest förödande attacken ägde rum på kvällen den 14 november 1940. I staden fanns flera biltillverkare som Alvis, Hillman och Daimler samt motorcykeltillverkaren Triumph, vilka till stor del ställt om till krigsproduktion.

## Augusti till oktober 1940

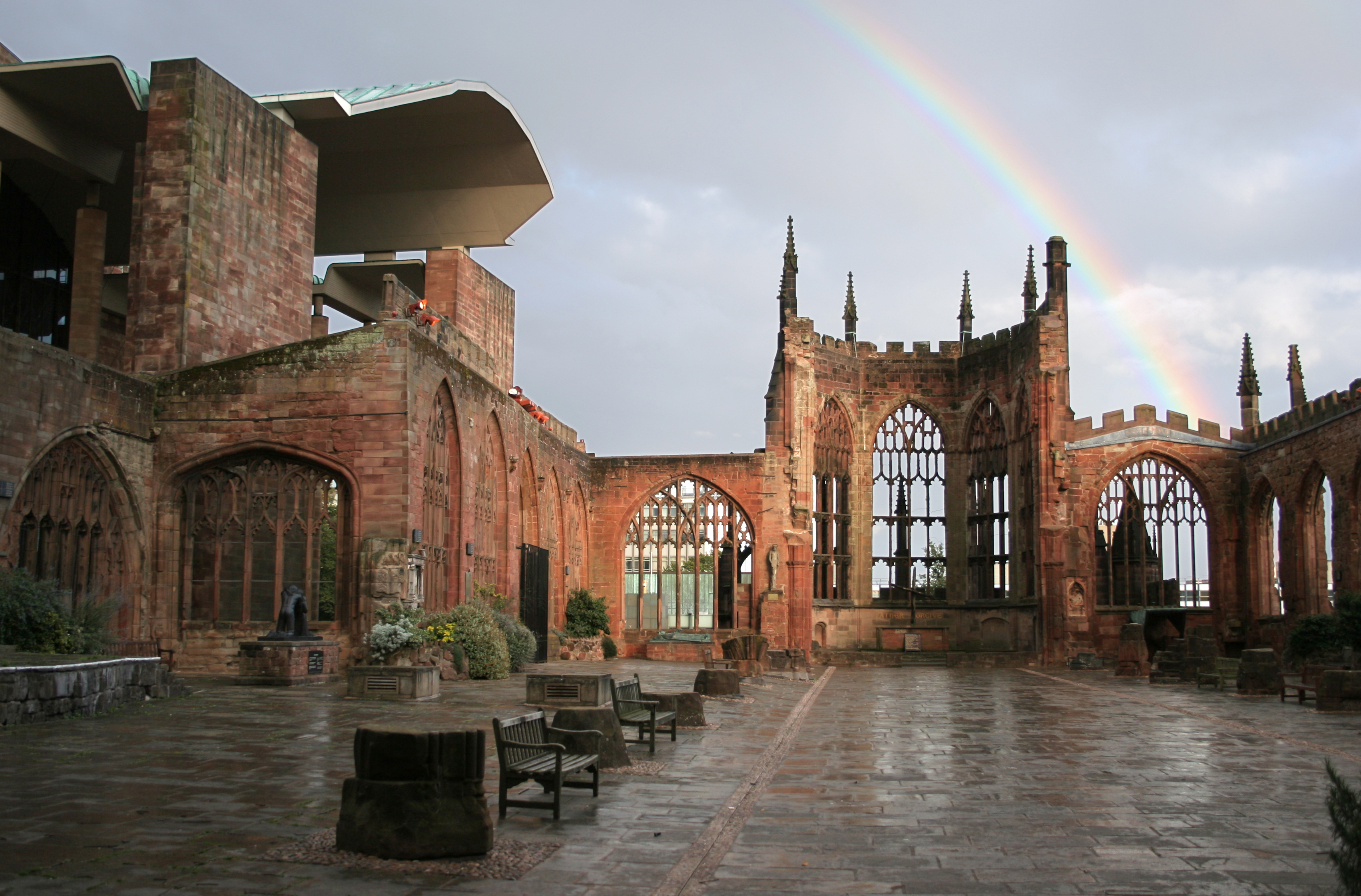
Ruinerna av Coventrys katedral

Mellan mitten av augusti och slutet av oktober 1940 bombades Coventry i 17 olika räder. I dessa räder dödades 176 invånare och 680 skadades. Mest noterbar skada gjordes mot en ny biograf som hade färdigställts just före krigets utbrott i september 1939.

## 14 november 1940

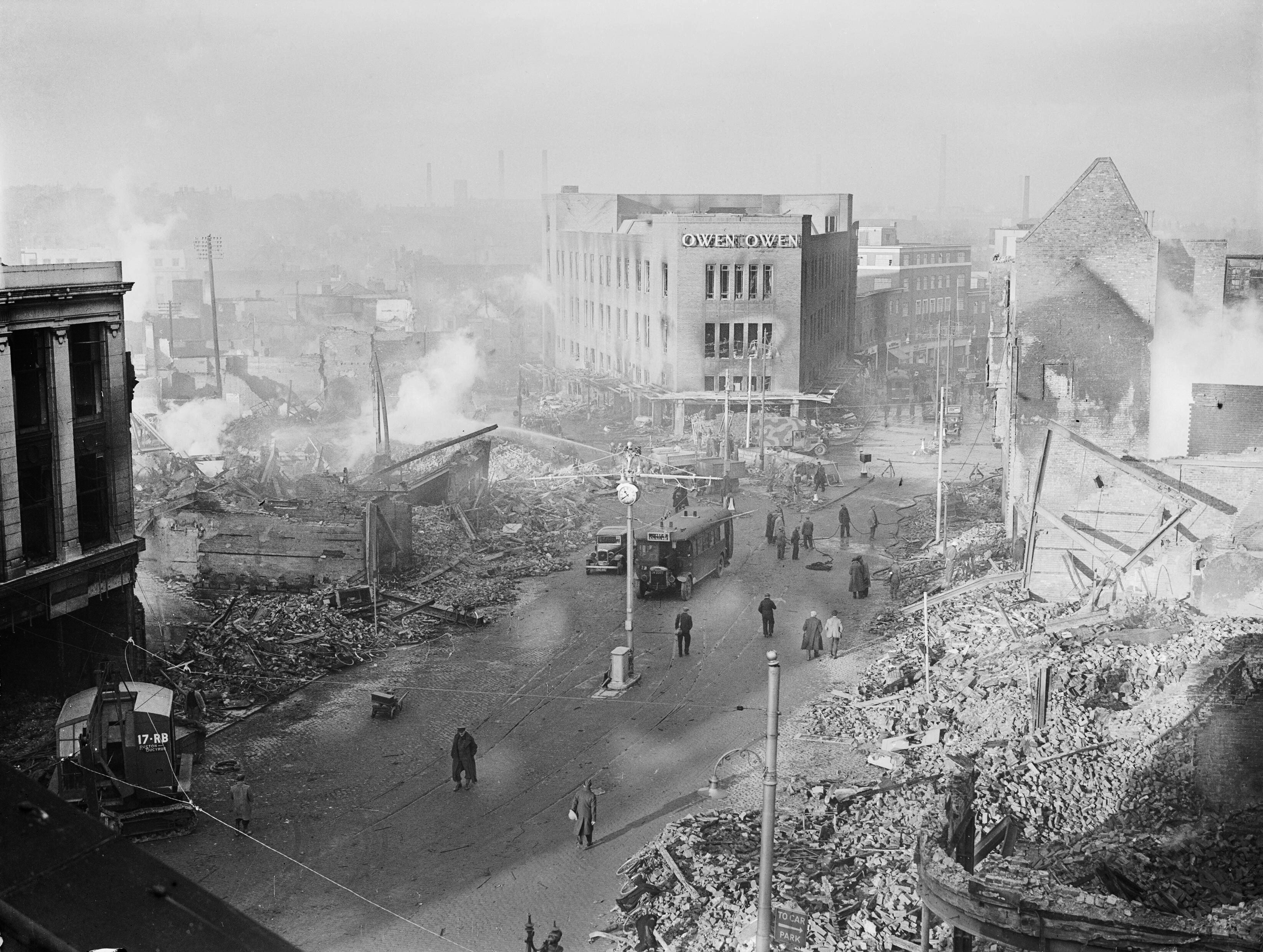
Coventrys stadskärna den 16 november 1940.

Bombräden den 14 november 1940 inleddes med en första våg från Kampfgruppe 100 som startade från sin bas i Vannes. Förbandet flög speciellt modifierade Heinkel He 111 vilka var utrustade med navigationsutrustningen X-Gerät. De nådde målet klockan 19.20 och fällde sin last av brandbomber som skulle lysa upp målet för efterföljande anfallsvågor. Britterna kunde inte denna kväll störa de tyska X-gerät-signalerna. Därefter följde en för blitzen osedvanligt stor anfallsstyrka på 304 plan från Luftflotte 3 och 133 plan från Luftflotte 2 som angrepp i flera mindre vågor under hela natten fram till sex-tiden på morgonen.
Den första uppföljningsvågen släppte sprängbomber med avsikten att slå ut vattenförsörjningen, elektriciteten, gasledningar och förstöra vägarna för att göra det svårare för brandbilarna att nå fram till bränderna som startades av senare anfallsvågor. De senare uppföljningsvågorna fällde en kombination av sprängbomber och brandbomber. Det fanns två typer av brandbomber: de gjorda av magnesium och de gjorda av bensin. Sprängbomberna och de större luftminorna var inte bara till för att försvåra för brandkåren, de var också framtagna för att förstöra taken för att göra det lättare för brandbomberna att sätta eld på byggnaderna.
Runt klockan 20:00 sattes katedralen i Coventry i brand för första gången. De frivilliga brandmännen lyckades släcka den första men andra direkta träffar följde och snart var bränderna utom kontroll. Under samma period utbröt eldsvådor på nästan varenda gata i stadskärnan. En direktträff på brandkårens huvudkvarter störde kommunikationen så att man inte kunde prioritera vilka bränder som skulle bekämpas först. Precis som tyskarna hade räknat med, skadades vattenledningarna av bomberna och det fanns därför inte tillräckligt med vatten för att bekämpa alla bränder. Anfallet nådde sitt klimax runt midnatt och faran över kunde blåsas klockan 06:15 på morgonen den 15 november.
Bombningarna krävde 568 människoliv och lämnade 863 svårt skadade av en befolkning på 238 400 människor. De tidigare flyganfallen hade fått mellan 50 000 och 100 000 invånare att varje kväll lämna staden nattetid för att sedan återvända dagtid. För den kvarvarande befolkningen fanns det 79 allmänna skyddsrum som rymde 33 000 människor. Bombningen totalförstörde 2 306 hus, gjorde 5 930 hus obeboeliga och skadade 41 500 hus över hundratals hektar i Coventrys centrum. Coventrys spårvagnar och spårvagnsnät blev svårt skadat under anfallet och återuppbyggdes aldrig efter anfallet. Man hade tidigare planerat att ta det ur drift inom några år men bombningarna blev dödsstöten. Cirka 500 ton sprängbomber och cirka 30 000 brandbomber fälldes under räden. Bland sprängbomberna fanns 50 stycken 1 tons luftminor som fälldes med fallskärm. Anfallet hade nått en så hög nivå av förstörelse att tyskarna senare använde termen coventriert när de beskrev liknande förstörelse av fiendestäder.

## April 1941
Natten mellan den 8 och 9 april 1941 utsattes Coventry för ännu en ett större anfall då 237 bombplan attackerade staden och fällde 315 högexplosiva bomber och 710 brandbomber. I denna och ännu ett anfall två nätter senare dödades omkring 475 personer och över 700 skadades allvarligt.